# Kasjan (Szostak)
Kasjan, imię świeckie Ołeksandr Konstantynowycz Szostak (ur. 5 marca 1968 w Kijowie) – ukraiński biskup prawosławny.

## Życiorys
Ukończył szkołę zawodową nr 14 w Kijowie, w latach 1986–1988 odbywał służbę wojskową. W 1990 wstąpił jako posłusznik do ławry Peczerskiej. Na diakona został wyświęcony 11 września 1992; 19 września tego samego roku został postrzyżony na mnicha, przyjmując imię zakonne Kasjan na cześć świętego mnicha Kasjana Pieczerskiego. 29 listopada 1992 wyświęcono go na hieromnicha, zaś w 1995 – podniesiono do godności ihumena. Pięć lat później został przeniesiony do wspólnoty monasteru Trójcy Świętej i św. Jonasza w Kijowie; powierzono mu pełnienie obowiązków nadzorcy odbudowy monasteru św. Michała Archanioła na kijowskim Zwierzyńcu. W 2001 otrzymał godność archimandryty. Dwa lata później ukończył naukę w seminarium duchownym w Kijowie.
W 2009 został przełożonym ponownie otwartego monasteru św. Michała Archanioła na Zwierzyńcu w Kijowie. 
W 2016 otrzymał nominację na biskupa iwankowskiego, wikariusza eparchii kijowskiej. Jego chirotonia biskupia miała miejsce 30 lipca w soborze Zaśnięcia Matki Bożej ławry Peczerskiej pod przewodnictwem metropolity kijowskiego i całej Ukrainy Onufrego.
17 sierpnia 2021 r. został podniesiony do godności arcybiskupa.